# FC 플로라 탈린
FC 플로라(FC Flora)는 에스토니아의 축구 클럽으로, 탈린을 연고지로 한다. 현재 메이스트릴리가에 참가하고 있다. 이 클럽은 에스토니아에서 가장 훌륭한 클럽으로 에스토니아의 스타 플레이어인 마르트 품, 마렉 렘살루, 라그나르 클라반, 라이오 피로야 등을 배출하였다.

## 성적
- 메이스트릴리가 1회 우승 (1993–94, 1994–95, 1997–98, 1998, 2001, 2002, 2003, 2010, 2011, 2015, 2017, 2019, 2020, 2022, 2023)
- 에스토니아 컵 5회 우승 (1994–95, 1997–98, 2007–08, 2008–09, 2010–11)
- 에스토니아 슈퍼컵 6회 우승 (1998, 2002, 2003, 2004, 2009, 2011)

## 선수 명단

### 현역
참고: FIFA 자격 규정에 따라 소속된 국가대표팀 국기를 표시합니다. 선수는 복수의 FIFA 비회원국 국적을 가지고 있을 수 있습니다.
| 번호 | 포지션 | 국적 | 이름              |
| ---- | ------ | ---- | ----------------- |
| 9    | FW     |      | 라우노 알리쿠     |
| 20   | FW     |      | 세르게이 제노이프 |

| 번호 | 포지션 | 국적 | 이름 |
| ---- | ------ | ---- | ---- |

## 역대 감독
| 감독        | 임기        |
| ----------- | ----------- |
| 마르틴 레임 | 2010 ~ 2012 |